# Frères mineurs de l'Observance
Les Frères mineurs de l'Observance (en latin :  Ordo Fratris Menoris Regularis Observantia) forment un ordre mendiant de droit pontifical issu d'une réforme de l'ordre franciscain. En France, ils portent souvent le nom de cordeliers. En 1897, ils sont unis avec les réformés, les récollets et les alcantarins pour former l'ordre des Frères mineurs.

## Histoire

### Tentative de réforme
En 1334, Jean des Vallées, disciple d'Ange Clareno, se retire dans l'ermitage de Brugliano (it) pour vivre librement la règle franciscaine, sans suivre l'interprétation laxiste des frères mineurs conventuels. Par la bulle Bonorum operum du 13 décembre 1350, le pape Clément VI approuve la forme de vie de la communauté de Brogliano et accorde également aux frères les ermitages delle Carceri, de Giano, de Monteluco et celui de la Porcheria, qui sont exemptés de la juridiction du ministre provincial franciscain de l'Ombrie. Cependant, le frère Gentil, qui dirige la communauté réformée, autorise l'admission de quelques fraticelles hérétiques ce qui conduit le chapitre général d'Assise (1354) à abolir le nouveau mouvement. Par craintes de divisions au sein de l'ordre, et sur le conseil du cardinal de Albornoz, le pape Innocent VI révoque les concessions faites par Clément VI et confirme la dissolution des communautés par la bulle Sedes Apostolica du 18 août 1355.

### Origine

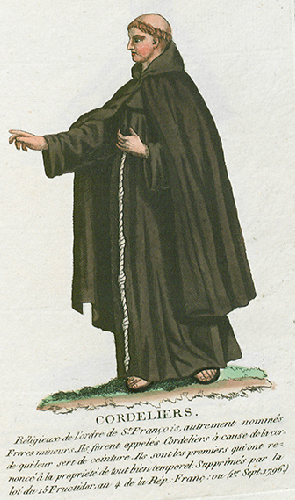
habit des frères surnommés cordeliers en France

En 1368, Paul Trinci (it), parent des seigneurs de Foligno et un des frères qui avaient suivi la réforme, obtient du ministre général Tommaso da Frignano, l'autorisation de revenir à l'ermitage de Brugliano avec d'autres moines. L'endroit étant rempli de serpents, les membres de la communauté commencent à porter des sabots de bois qui donna leur surnom de soccolants. La sainteté de Paul, sa soumission aux autorités ecclésiastiques et la protection politique de sa famille permet à la communauté de Brogliano de se répandre rapidement. Le 29 juillet 1373, le pape Grégoire XI leur donne neuf couvents en Ombrie et en Sabine, et le 8 juin 1374, le ministre provincial de l'Ombrie, Matteo d'Amelia, leur donne trois autres maisons. En 1380, Paul de Trinci est nommé commissaire général des douze ermitages réformés, avec l'autorisation de recevoir des novices. En France, le premier couvent qui adopte la réforme est celui de Mirebeau en Touraine en 1388, puis les couvents de Sées (1404), Bressuire (1406), Laval (entre 1404-1407), Clisson et Cholet (1407), Fontenay-le-Comte, Saint-Jean-d'Angély, Loches et Saint-Omer (1408), et Amboise (1409). Le 15 juillet 1385, Henri Alfieri (it) (1387-1405) l'autorise à étendre la réforme en Corse, Bosnie et au reste de l'Italie. Cette date peut être considérée comme la naissance des frères mineurs de l'Observance qui reste cependant rattachés aux frères mineurs conventuels. Trinci meurt en 1390 ; c'est le frère Jean Vici (it) qui lui succède ; Boniface IX l'autorise, le 23 mars 1403, à recevoir d'autres ermitages avec l'accord du ministre général des conventuels. En 1405, il y en a déjà vingt répartis dans toute l'Italie ; en 1414, le nombre de maisons réformés s'élèvent à 34. En 1415, ils obtiennent le couvent de la Portioncule d'Assise, première fondation de l'ordre des franciscains. La réforme compte alors environ 200 membres, pour la plupart laïcs.

### Consolidation
L’observance régulière s’organise définitivement au cours des années suivantes et prend un grand développement, essentiellement grâce à l'œuvre des quatre piliers de la réforme : Bernardin de Sienne, Jean de Capistran, Albert de Sarteano (it) et Jacques de la Marche. Sous leur influence, tout en maintenant un style de vie érémitique, les frères s'ouvrent aux études et à la prédication. La réforme se répand bientôt en Italie, en France, en Espagne et au Portugal. L'antipape Alexandre V révoque les concessions faites aux observants français mais, en 1415, le concile de Constance reconnaît leur pleine autonomie au sein de l'ordre. Pour restaurer l'unité dans l'ordre franciscain divisé en conventuel et observateur, Martin V les réunit en 1430 dans un chapitre général à Assise pour qu'ils puissent se mettre d'accord sur une même observance. Des constitutions sont élaborées par saint Jean de Capistran qui suppriment les abus introduits dans l'ordre (interdiction d'utilisation de la monnaie, renonciation à l'immobilier) tandis que les observants renoncent aux positions de vicaire général et provincial. Les participants au chapitre s'engagent à travailler ensemble, mais six semaines plus tard seulement, le 27 juillet 1430, Guillaume de Casale (1430-1442), nouveau ministre général des conventuels obtient du pape, par le bref Ad statum du 23 août suivant, de permettre au conventuel de déroger aux nouvelles règles en matière de pauvreté et d'avoir des propriétés comme les autres ordres. Le 22 juillet 1438, Eugène IV nomme Bernardin de Sienne premier vicaire général des observants. En 1443, le ministre général Albert de Sarteano, favorable aux observants, est remplacé par Antoine Rusconi, qui leur est hostile, ce changement entraîne l'échec de toute tentative d'union. La même année, Eugène IV divise les observants en cismontains et ultramontains, Jean de Capistran est fait vicaire général des cismontains et Jean Maubert sur les ultramontains. Avec la bulle Ut sacra ordinis Minorum religio du 23 juillet 1446, Eugène IV accorde une autonomie définitive aux observants, même si leur vicaire général doit, après l'élection, demander la confirmation du ministre général. La plus grande autonomie permet aux observants de se répandre davantage dans d'autres pays, de nouveaux couvents sont ouverts en France, en Allemagne et aux Pays-Bas. L'empereur Sigismond de Luxembourg fait construire des maisons en Autriche et en Hongrie et grâce à Jean de Capistrano, que le pape Nicolas V envoie en mission en Europe centrale, les observants s'installent également en Bohême et en Pologne, prenant le nom de Bernardins (en).
En 1455, Jacques de la Marche tente de rapprocher les deux familles en obtenant que les vicaires des observants puissent voter dans les chapitres généraux. La bulle Illius cuius in pace du pape Calixte III qui garantissait ce vote est abrogée par Pie II en octobre 1458. Le chapitre de Pérouse de 1464 élit comme général Francesco della Rovere (1464-1469) qui deviendra plus tard pape sous le nom de Sixte IV (1471-1484). Celui-ci accorde des privilèges à l'ordre mais favorise les conventuels dont il est membre. Au contraire, les généraux Francesco Nanni (1475-1499) et Egidio Delfini (1500-1506) essaient de favoriser les observants et les réformés, de même que les constitutions d’Alexandre VI de 1501. Dans les couronnes de Castille et d'Aragon, le cardinal Cisneros va jusqu'à chasser tous les conventuels opposés aux réformes.
Entre-temps, de nouveaux groupes de réformés apparaissent dans les deux familles : certaines réformes voulant adopter des positions plus proches de celles des conventuels comme celle des Capriolans (1467-1480) de Pierre de Capriolo ou celles des Claréniens en 1473, voulant revenir à l'ordre conventuel. À son tour, l’Observance accueille les groupes séparés des mineurs conventuels qui adoptent une vie encore plus observatrice, tels que les Coletans (1412-1517), les Martiniens, réforme modérée de 1430 ou les Amadéistes (1460-1517) d'Amédée da Silva (it). La dernière tentative de pacification est menée par le pape Jules II, qui avait été cardinal protecteur des franciscains et partisan des observants. En 1506, il organise un chapitre général et propose de nouvelles constitutions (Statuta Iulii II) rejetée par les observants.

### Séparation
Constatant l'impossibilité de maintenir l'unité de l'ordre, Léon X convoque un chapitre général le 11 juillet 1516 qui a lieu au mois de mai de l'année suivante dans la basilique Santa Maria in Aracoeli de Rome. Le 29 mai 1517, le pape promulgue la bulle Ite vos (également appelée Bulla separationis) qui divise l'ordre franciscain en frères mineurs conventuels et frères mineurs observants. Le pape prend le parti de la réforme et unit les différents groupes de religieux réformés (les Observants comme ceux qui se sont réformés sans quitter les Conventuels comme les Coletans, Amadéistes, Claréniens, Déchaussés) pour former l'ordre des frères mineurs de l'observance avec Cristoforo Numai, ministre général qui reçoit le sceau de l'ordre car les observants sont plus nombreux que les conventuels. Pour les frères qui veulent continuer à bénéficier de privilèges, ils vont constituer les frères mineurs conventuels, ceux-ci perdant leur primauté et devant donner la priorité aux observants dans les cérémonies publiques comme les processions. Selon les dispositions d'Eugène IV de 1443, les observants sont divisés entre Cismontains (présents en Italie, dans les Balkans, en Autriche, en Hongrie, en Pologne et au Moyen-Orient) et Ultramontains (en Allemagne, en Angleterre, en France, au Portugal, en Espagne et dans le reste de l'Europe du Nord) avec un général qui doit être élu, à tour de rôle, dans le camp cismontains puis ultramontains ; malgré cet accord, la coexistence entre les deux observances est altérée par des manœuvres politiques, principalement par la couronne espagnole, qui fait en sorte que le ministre général soit toujours ultramontain.

### Développement
Cristoforo Numai, premier général des observants, démissionne en 1518 de son ministère car il est fait cardinal. Il est remplacé par Francesco Licheto (1518-1520), qui réorganise l'ordre en province et promulgue de nouvelles constitutions fondées sur les statuts de Barcelone de 1451. Ses successeurs prennent soin de consolider l'observance. Cependant, Paolo Pisotti (1529-1533) se détourne de d'observance, ce qui donne naissance aux frères mineurs capucins qui deviennent un institut autonome. Le chapitre d'Assise de 1547 prescrit que l'habit des observants doit être de couleur grise, conformément à la coutume déjà établie, et interdit de porter la barbe. Le chapitre général de Salamanque de 1554, présidé par Clemente d'Olera, qui promulgue de nouveaux statuts pour la famille cismontaine. Francisco Zamora (1559-1565) va défendre l'idéal de pauvreté au concile de Trente. Sous Luigi Pozzo (1565-1571), les conventuels espagnols sont unis aux observateurs par ordre pontifical. Les ministres suivants œuvrent au maintien de l'application de la règle de la pauvreté, notamment Francesco Gonzaga (1579-1587) qui réforme la grande maison d'étude de Paris. Les modifications de statut se succèdent et, finalement, au chapitre de Ségovie de 1621, Benigno da Genova (1618-1625) approuvé le Statuta Segovia pour la famille ultramontaine, avec des ajouts spécifiques aux maisons de France, d'Allemagne et de Belgique.
Au cours de leur histoire, et particulièrement au XVIe siècle, des scissions au sein des frères mineurs de l'Observance donne lieu à de nouvelles réformes et d'autres grands groupes d’observants :
- Les frères mineurs capucins fondés en 1525 par Matthieu de Baschi.
- Les frères mineurs réformés de la stricte observance fondé en 1532.
- Les frères de la riformella fondés par le bienheureux Bonaventure de Barcelone
- Les frères mineurs déchaussés ou alcantarins fondés en 1487 par Jean de la Puebla, Jean de Guadalupe et Pierre d'Alcantara.
- Les frères mineurs récollets fondé en 1583 par François Doziech.

Lors de la Contre-Réforme, l'ordre connaît une période de grande vitalité, notamment en Europe du Nord. Le prostestantisme avait fermé de nombreux couvents franciscains dans ces régions et avait pratiquement éliminé des provinces entières. Avec le soutien des princes catholiques, les franciscains reprennent leur position antérieure et rouvrent leurs fondations. Pourtant la famille ultramontaine, en particulier les provinces française et italienne, se plaignent car les généraux sont toujours d'origine espagnole malgré l'accord conclu en 1517. Juan Merinero de Madrid (1639-1645), Giovanni Mazzara de Naples (1645-1648) et Pedro Mancro (1651-1655) tentent, sans succès, de donner un statut définitif aux cismontains.

### Crise
En 1727, le pape Benoît XIII essaye, en vain, d'unifier les observants, réformés, récollets et alcantarins. Le ministre général Paschale Frosconi (1768-1791) tente de réunir un chapitre général, également en vain. Au cours de son ministère, les franciscains déchaussés espagnols tentent de se séparer de l'ordre en 1774. Sous l'effet du gallicanisme et du fébronianisme, de nombreux gouvernements suppriment les maisons religieuses et limitent leurs relations avec Rome. 
En 1766, Louis XV crée une Commission des réguliers ce qui conduit les conventuels (avec trois provinces et 48 couvents) et les observants français (avec sept provinces et 287 couvents) à s'unir en 1771. La Révolution française met fin à l'ordre en France en 1790.
En Bavière (1769) et dans d'autres États germaniques (1803), l'ordre est supprimé tout comme dans l'archiduché d'Autriche (à partir de 1775) et les Pays-Bas autrichiens (1794) sous Joseph II et dans le royaume des Deux-Siciles (1788). Néanmoins, à la fin du XVIIIe siècle, on compte encore 39000 observants, 19000 réformés, 11000 récollets et 7000 déchaussés.
L'ordre est supprimé en Italie par l'Empereur Napoléon en 1810 en représailles contre les positions du Pape Pie VII.
En Espagne, les franciscains obtiennent en 1804, avec le soutien du gouvernement royal, une séparation de l'ordre. Ils sont particulièrement actifs dans la résistance à l'invasion française (1808-1813). Sous Luis Iglesias (1830-1834), la séparation est officiellement achevée en 1832, mais les événements de 1833 affectent grandement les couvents espagnols et le général qui réside en Espagne et non à Rome, Bartolomé Altemir, (1834-1838) est exilé d'Espagne.
Au milieu du XIXe siècle, Benigno da Valbona introduit les franciscains réformés en France pour rétablir l'ordre. En Russie et en Pologne, de nombreux couvents sont supprimés entre 1831 et 1842, et l'ordre en 1864. Les monastères italiens sont de nouveau supprimés par le nouveau gouvernement unitaire en 1866. Le général Raffaello Lippi abdique en 1869 et Pie IX nomme général Bernardino del Vago (1869-1889) car il n’a pas été possible de convoquer un chapitre.

### Union
Le nouveau général Bernardino del Vago tente de faire revivre l'ordre. Il fonde en 1880 un organisme officiel de communication Acta Ordinis Minorum avec des décrets et décisions officiels, mais aussi des ouvrages scientifiques et théologiques. Les suppressions se poursuivent, en 1875 l'ordre est expulsé de Prusse et de nombreux moines s'établissent aux États-Unis ; en 1880, ils sont supprimés de France. La curie générale de l'ordre, le monastère d'Ara Coeli à Rome, est expropriée par le gouvernement italien pour ériger le monument national en hommage à Victor-Emmanuel II qui doit occuper une partie du terrain du couvent. La nouvelle maison-mère de l'ordre s'installe au collège de saint Antoine du Latran. Cette nouvelle école est destinée à la formation de missionnaires et d'enseignants pour les écoles de l'ordre, ainsi qu'au collège Saint-Bonaventure de Quaracchi, à Florence. Le successeur de Bernardino, Luigi Canali (1889-1897) prépare l'unification des quatre branches de l'ordre. Les suppressions successives ont considérablement réduit le nombre de membres des différents ordres franciscains observants, dont certains ne peuvent pas survivre en tant que branche indépendante.
À l'invitation du pape Léon XIII, les quatre familles observants célèbrent en 1895 un nouveau chapitre à Sainte-Marie-des-Anges d'Assise et délibèrent (avec 100 voix pour, sur un total de 108 voix) sur l'union des familles franciscaines observantes dans un seul institut religieux baptisé ordre des frères mineurs. Les nouvelles constitutions appelées léoniennes sont approuvées par le Saint-Siège le 15 mai 1897. La réunification est sanctionnée par Léon XIII par la bulle Felicitate quadam du 4 octobre 1897.

## Observants célèbres
Saints
- Bernardin de Sienne (1380-1444) prédicateur
- Jean de Capistran (1386-1456) prédicateur
- Jacques de la Marche (1393-1476) prédicateur
- Diego d'Alcalá (1400-1463) frère lai
- Jean de Dukla (1414-1484)
- Simon de Lipnica (1435-1482)
- Salvador d'Horta (1520-1567) prédicateur
- Nicolas Pieck (1534-1572) prieur, martyr de Gorcum
- Jérôme van Weert (1522-1572) martyr de Gorcum
- Antoine van Weert (1523-1572) martyr de Gorcum
- Nicaise de Heeze (1522-1572) martyr de Gorcum
- Théodore van Emdem (1499-1572) martyr de Gorcum
- Godefroid Coart (1512-1572) martyr de Gorcum
- Antoine van Hoornaar (? -1572) martyr de Gorcum
- Willehald de Deen (1482-1572) martyr de Gorcum
- François de Roye (1549-1572) martyr de Gorcum
- Corneille van Wijk (1548-1572) martyr de Gorcum
- Pierre Van der Slaghmolen (1530-1572) martyr de Gorcum
- Jean Jones (?-1598) martyr en angleterre
- François Solano (1549-1610) missionnaire
- Théophile de Corte (1676-1740)
- Junipere Serra (1713-1784) missionnaire
- Jean de Triora (1760-1816) martyr en Chine
- Grégoire Grassi (1833-1900) martyr en Chine
- François Fogolla (1839-1900) martyr en Chine
- Élie Facchini (1839-1900) martyr en Chine
- Théodoric Balat (1858-1900) martyr en Chine
- André Bauer (1866-1900) martyr en Chine

Bienheureux
- Thomas Bellacci (it) (1370-1447)
- Matthieu Guimera (ca) (1376-1450) évêque d'Agrigente.
- Herculan de Piegaro (? -1451)
- Gabriele Ferretti (1385-1456)
- Archange Piacentini (it) (1390-1460)
- Antoine de Strocone (it) (1381-1461)
- Jacques de Bitetto (it) (1400-1496)
- Antoine Bonfadini (1400-1482)
- Marc Fantuzzi (1405-1479)
- Ange de Chivasso (1411-1495)
- Christophe Macassoli (it) (1415-1485)
- Balthazar Ravaschieri (it) (1419-1492)
- Pacifique de Cerano (1420-1482)
- Bernardin de Fosse (it) (1421-1503)
- François de Caldarola (1424-1507)
- Marc de Montegallo (1425-1496)
- Pierre Corradini (1435-1490)
- Vincent d'Aquila (it) (1435-1504)
- Bernardin de Feltre (1439-1494)
- Ladislas de Gielniów (1440-1505)
- Égide de Laurenzana (1443-1518)
- Timothée de Monticchio (it) (1444-1504)
- John Forest (1471-1538) martyr anglais
- Laurent de Villamagna (1476-1535)
- Jean Righi (it) (1489-1539)
- Sébastien d'Aparicio (1502-1600)
- Nicolás Factor (1520-1583)
- Julien de Saint-Augustin (ca) (1550-1606)
- Jean de Sainte-Marthe (1578-1618) martyr au Japon
- Appolinaire Franco (? -1622) martyr au Japon
- Richard de Sainte-Anne (1585-1622) martyr au Japon
- Louis Sotelo (1574-1624) martyr au Japon
- Louis Sasada (en) (1598-1624) martyr au Japon
- Barthelemy Laurel (? -1619) martyr au Japon
- Thomas de Cori (1655-1729)
- Emmanuel Ruiz (1804-1860) martyr à Damas
- Carmel Bolta (1803‑1860) martyr à Damas
- Nicanor Ascanio (1814-1860) martyr à Damas
- Nicolas Alberca (1830-1860) martyr à Damas
- Pierre Soler (1827-1860) martyr à Damas
- François Pinazo (1802-1860) martyr à Damas
- Jean Jacques Fernández (es) (1808-1860) martyr à Damas
- Salvatore Lilli (1853-1895) martyr en Turquie
- Frédéric Jansoone (1838-1916)

Autres
- Gabriel-Maria Nicolas (1462-1532) cofondateur de l'ordre de l'Annonciation de la Vierge Marie.
- Nicolas de Cues (1401-1464) philosophe
- Antoine Margil de Jésus (1657-1726) évangélisateur reconnu vénérable